# Cyperus muniziae
Cyperus muniziae là loài thực vật có hoa trong họ Cói. Loài này được G.C.Tucker mô tả khoa học đầu tiên năm 2007.